# Tadeusz Zaręba

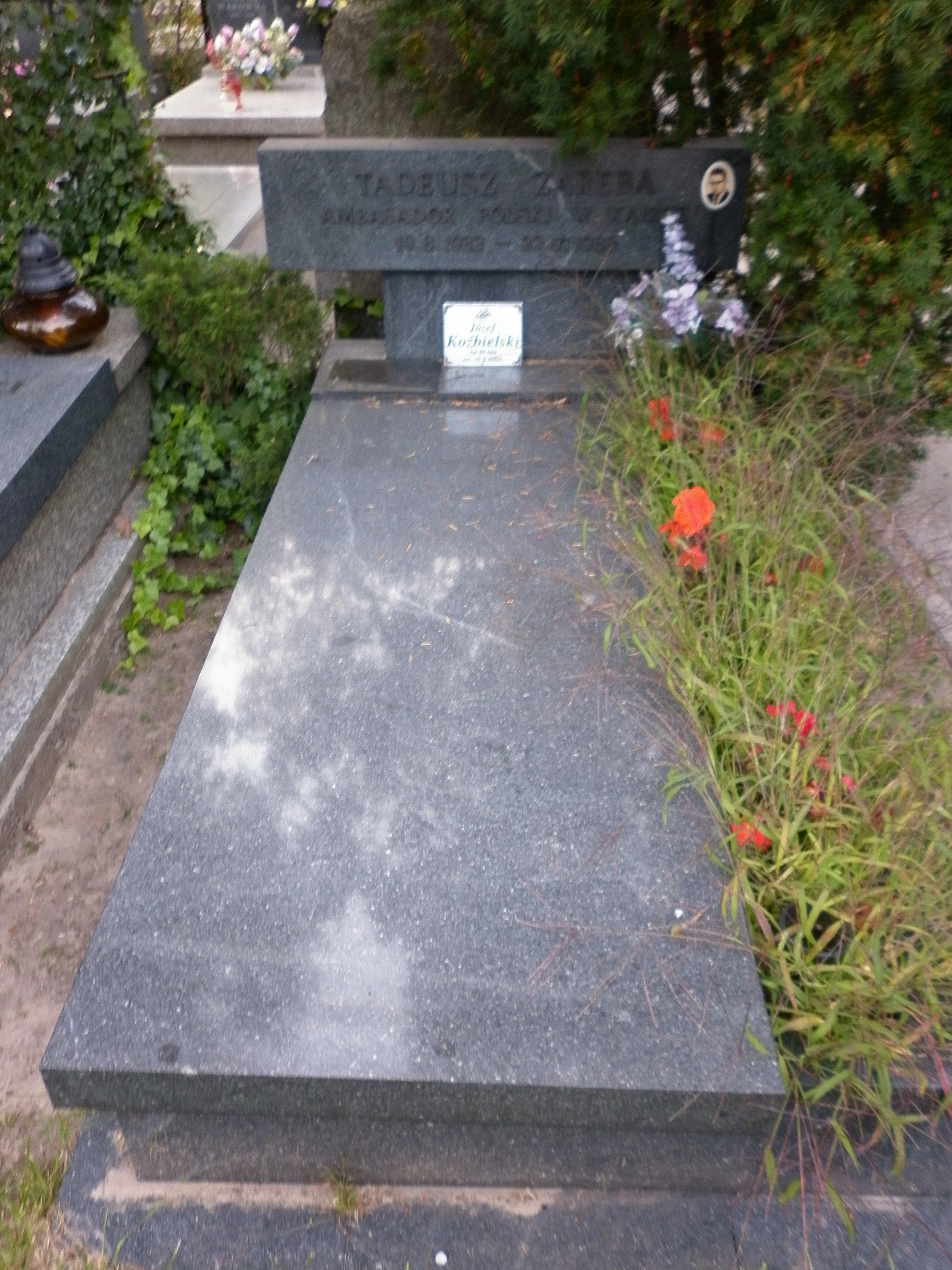
Grób Tadeusza Zaręby na Cmentarzu Wojskowym na Powązkach

Tadeusz Zaręba (ur. 19 sierpnia 1932 w Radomiu, zm. 22 lipca 1988) – polski cenzor i dyplomata, ambasador PRL w Egipcie (1984–1988). 

## Życiorys
W 1954 ukończył studia w Szkole Głównej Służby Zagranicznej. Podjął pracę w Głównym Urzędzie Kontroli Prasy, Publikacji i Widowisk, gdzie sprawował stanowiska dyrektorskie.
W 1951 został członkiem Polskiej Zjednoczonej Partii Robotniczej. W strukturach Komitetu Centralnego PZPR pełnił obowiązki starszego instruktora Wydziału Propagandy, Prasy i Wydawnictw (1972), starszego inspektora Wydziału Prasy, Radia i Telewizji (1976–1980), zastępcy kierownika Wydziału Prasy, Radia i Telewizji (1980–1982) oraz Wydziału Zagranicznego (1982–1984). W 1984 objął urząd ambasadora PRL w Egipcie, akredytowanego także w Sudanie i Jemenie, który sprawował do śmierci w 1988.
Odznaczony Krzyżem Oficerskim i Kawalerskim Orderu Odrodzenia Polski, a także Złotym Krzyżem Zasługi. 
Syn Jana i Heleny. Pochowany na cmentarzu Powązki Wojskowe w Warszawie (kwatera C39-8-1).